# Ми-2МСБ
Ми-2МСБ — украинский вариант модернизации советского многоцелевого вертолёта Ми-2, разработанный компанией «Мотор Сич».

## История
Проект модернизации вертолётов Ми-2 с заменой двигателей ГТД-350 на АИ-450 под наименованием Ми-2А был разработан и предложен в начале 2000-х годов. В дальнейшем, вариант модернизации Ми-2 (с установкой композитных лопастей) был разработан на заводе "Роствертол" (после распада СССР оставшемся единственным предприятием авиационной промышленности РФ, специализировавшимся на ремонте и модернизации вертолётов Ми-2). Был изготовлен один демонстрационный образец Ми-2А, затем было объявлено о намерении устанавливать на модернизируемые заводом вертолёты двигатели АИ-450, но начавшийся в 2008 году экономический кризис привёл к остановке работ по проекту.
В августе 2011 года глава совета директоров компании «Мотор Сич» В. А. Богуслаев сообщил в интервью, что «Мотор Сич» начала проект по выпуску модернизированных вертолётов Ми-2МСБ, оснащённых новым более мощным и экономичным двигателем. Финансовые средства на выполнение опытно-конструкторских работ по программе ОКР «Корольок» предоставило министерство обороны Украины, поскольку модернизированный вертолёт предполагалось использовать в качестве учебно-тренировочной машины для подготовки курсантов военно-учебных заведений ВВС Украины.
Переоборудование первых двух вертолётов Ми-2 было выполнено на Винницком авиазаводе в 2011 году (стоимость модернизации каждого Ми-2 составила почти 850 тыс. долларов США). В ноябре 2012 один вертолёт был представлен в Киеве.
Кроме того, 1 октября 2012 года компания ОАО «Мотор Сич» предложила разработать лёгкий ударный вертолёт Ми-2МСБ-2МО на базе Ми-2МСБ. Данная модификация должна быть оборудована двумя фермами вооружения для размещения блоков неуправляемых ракет Б8В20А или универсальных пушечных контейнеров УПК-23-250.
В 2013 году было объявлено о возможности ремоторизации модернизированных Ми-2МСБ: вместо традиционных силовых установок ГТД-350 на него можно установить современные и более мощные турбовальные газотурбинные двигатели АИ-450М производства «Мотор Сич». В работах по модернизации пилотажно-навигационного комплекса вертолёта при установке станции спутниковой GPS-навигации СН-4312У помимо специалистов ГП «Оризон-Навигация» участвовала компания ООО НПФ «МС Авіа Грейд» из города Запорожье. Модернизированный вертолёт с этими двигателями выполнил первый полёт 4 июля 2014.
13 июля 2014 представитель компании «Мотор Сич» сообщил, что вертолёты Ми-2МСБ будут поставлены вооружённым силам Украины. 28 ноября 2014 первый вертолёт был передан для испытаний министерству обороны Украины (в общей сложности, до 3 декабря 2014 вертолёт выполнил 44 испытательных полёта). 6 декабря 2014 на аэродроме Чугуева два модернизированных вертолёта Ми-2МСБ официально передали вооружённым силам Украины.
22 сентября 2015 года на проходившей в Киеве XII-й международной оружейной выставке «Зброя та безпека-2015» компания ООО «Эста ЛТД» из города Николаев (производитель лопастей для ветроэнергетических установок) представила композитную лопасть для несущего винта вертолёта Ми-2, которая была предложена для модернизированных Ми-2.
В 2016 году работы по программе модернизации были завершены.
11 января 2016 года президент Украины П. А. Порошенко объявил 2016 год «годом ВВС Украины» и сообщил о намерении передать в военную авиацию дополнительное количество новой и модернизированной техники, в 2016 году были выделены денежные средства и начато выполнение работ по модернизации вертолётов Ми-2 вооружённых сил Украины до уровня Ми-2МСБ.
18 апреля 2016 года Ми-2МСБ с двигателями АИ-450М-Б во время испытательного полёта поднялся на высоту 7000 метров.
2 июня 2016 года на оружейной выставке KADEX-2016 «Мотор Сич» подписала лицензионный договор с ООО «Казахстанская авиационная индустрия» о передаче казахской стороне технологий по модернизации вертолётов Ми-2.
26 декабря 2016 года вертолёт Ми-2МСБ был официально принят на вооружение ВВС Украины.
В 2017 году «Мотор Сич» выступило с заявлением, что на заводе создан собственный гражданский вертолёт «Надежда», и вскоре, уже в 2018 году, начнётся его серийное производство. «Это гражданский вертолёт, рассчитанный на семь пассажиров, с дальностью полета 1000 километров, то есть он способен „облететь“ всю Украину. Сейчас этот вертолет проходит сертификацию», — заявил президент и генконструктор предприятия Вячеслав Богуслаев.
В марте 2017 года компания НПФ «Адрон» сообщила о разработке для Ми-2МСБ экранно-выхлопного устройства, которое предназначено для снижения температуры и рассеивания потоков выхлопных газов.
10 июля 2017 года АО «Мотор Сич» был сертифицирован комплексный тренажёр вертолёта Ми-2 с двигателями АИ-450М, предназначенный для обучения пилотов.
10 августа 2017 года было объявлено, что «Мотор Сич» создана модификация «Надія» (вариант с салоном на 7 пассажиров и подъемной аппарелью в корме фюзеляжа). Лётные испытания опытного образца вертолёта запланированы на сентябрь 2017 года, серийное производство — на 2018 год. Вертолёт планируется сертифицировать в качестве гражданского, но сообщается, что он также может применяться в качестве патрульного или санитарно-медицинского.
В октябре 2017 года Винницкий авиазавод начал работы по модернизации четырёх Ми-2 в Ми-2МСБ.
В конце октября 2017 года вооружённый вертолёт Ми-2МСБ (дооборудованный прицелом, пусковым механизмом и двумя съёмными балочными держателями с блоками Б8В8МСБ на 8 ракет) впервые произвёл практические пуски 80-мм неуправляемых авиаракет С-8 по наземным целям.
16 апреля 2018 года вертолёт МСБ-2 «Надія» поднялся в небо с вертодрома в Запорожье (совершил первый полёт).
27 марта 2019 года в районе Чугуева при выполнении тренировочного полёта вертолёт Ми-2МСБ ВВС Украины совершил аварийную посадку. В результате вертолёт получил незначительные повреждения, члены экипажа не пострадали. По предварительным данным, причиной аварии стал отказ рулевого управления.
8 октября 2019 года на проходившей в Киеве выставке «Зброя та безпека-2019» был представлен демонстрационный образец вертолёта Ми-2МСБ-1 (бортовой номер UR-MSM) - вариант Ми-2МСБ с двигателями АИ-450М-Б.
В сентябре 2020 года зарегистрированная в России частная фирма АО "Борисфен" предложила министерству промышленности и торговли РФ проект ремоторизации вертолётов Ми-2 российской гражданской авиации с заменой двигателей ГТД-350 на двигатели АИ-450М-Б. Выполнять работы по ремоторизации было предложено на производственной площадке компании в городе Дубна Московской области. Стоимость ремоторизации одного Ми-2 оценивалась в 70 млн. рублей.
22 октября 2021 года один санитарно-транспортный вертолёт Ми-2МСБ-1 (бортовой номер UR-VBI) получила Запорожская областная клиническая больница. Сообщается, что в санитарно-транспортном исполнении пассажирский салон реконструирован (чтобы обеспечить возможность размещения пациента на носилках), но даже после установки медицинского оборудования (аппарата искусственной вентиляции лёгких, вакуумного аспиратора и дефибриллятора) такой вертолёт может перевозить пять человек и 500 кг груза.
В мае 2022 года находившийся на предприятии-изготовителе вертолёт Ми-2МСБ-1 (бортовой номер UR-MSM) перегнали сначала в одну из европейских стран, а затем на Ближний Восток. В марте 2023 года СБУ предъявила обвинения руководителю "Мотор Сич" В. А. Богуслаеву в том, что он не обеспечил передачу этого вертолёта Главному управлению разведки минобороны Украины в 2022 году и тем самым воспрепятствовал деятельности вооружённых сил Украины. В июне 2023 года Государственное бюро расследований Украины наложило арест на вертолёт и он был возвращён на территорию Украины. 3 октября 2023 года ГБР сообщило о передаче этого вертолёта в распоряжение вооружённых сил Украины (на фотоснимках, опубликованных в официальном Telegram-канале ГБР показан стоящий в ангаре модернизированный вертолёт Ми-2МСБ-1).

## Описание
В ходе модернизации Ми-2 до уровня Ми-2МСБ производится ремоторизация (в ходе которой моторы ГТД-350 мощностью 350 л. с. заменяют на два новых, более мощных турбовальных двигателя АИ-450 или АИ-450М мощностью 460 л. с. производства «Мотор Сич»), установка двигателя потребовала внести изменения в конструкцию силового набора, топливной, масляной и противопожарной системы, системы охлаждения двигателей, а также установить капоты новой конфигурации, изготовленные из композитных материалов.
Внесены изменения в бортовое оборудование: дооборудована система управления (устанавливается новая панель управления с жидкокристаллическими мониторами производства киевского ОАО НТК «Электронприбор»), установлены станция спутниковой GPS-навигации СН-4312У, аварийный радиомаяк ARTEX C406-1НМ, сигнализатор обледенения СО-121ВМ и прибор регистрации полётных данных БУР-4-1-07-02.
Стоимость модернизации одного Ми-2 до уровня Ми-2МСБ в 2011—2014 составляла 4,5 млн долларов США. Продолжительность работ по восстановлению и модернизации одного вертолёта составляет около месяца.
Согласно данным производителя, модернизация позволяет продлить лётный ресурс вертолёта на 8 — 16 лет.

## Тактико-технические характеристики

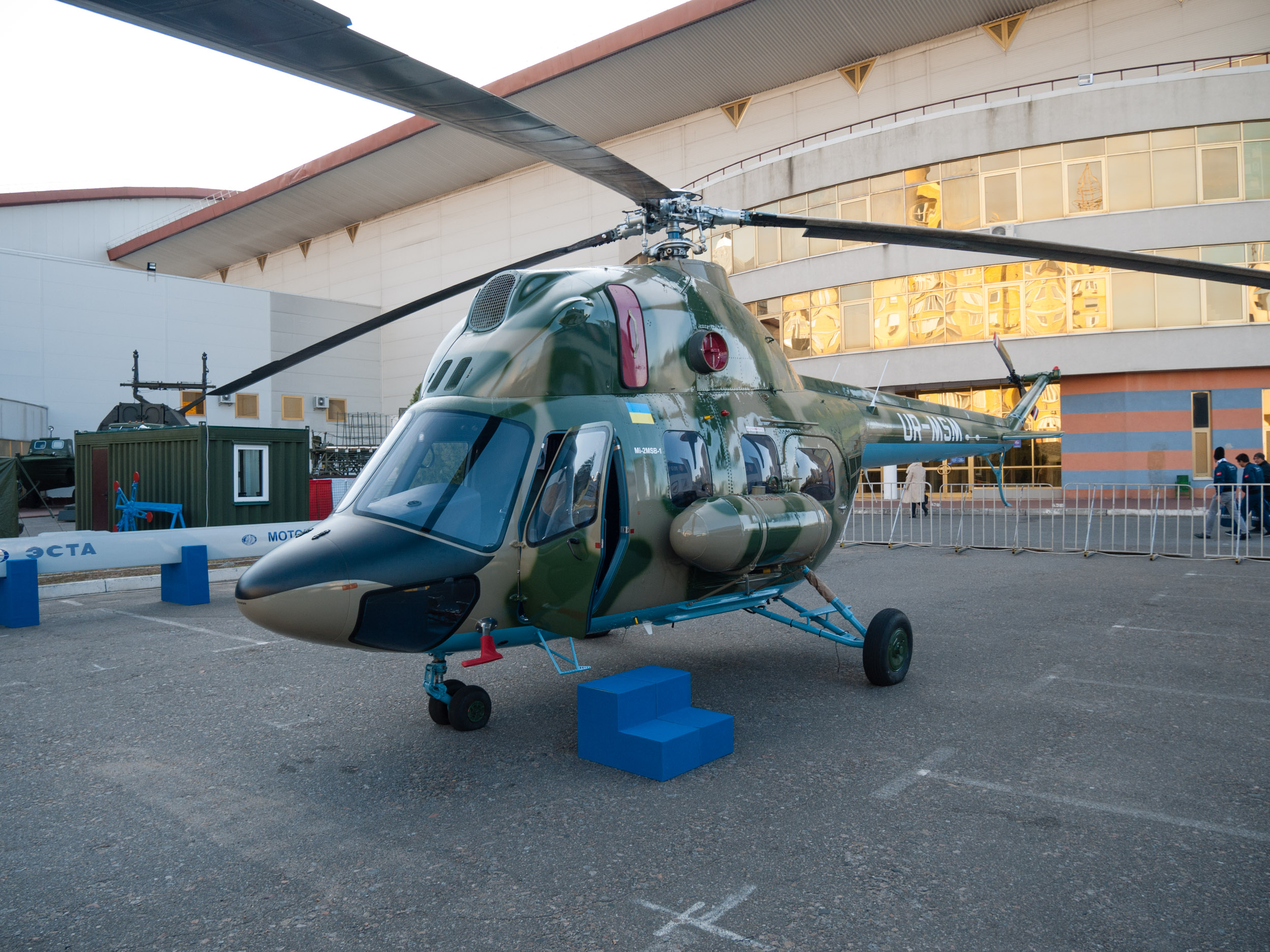
Ми-2МСБ-1

Технические характеристики
- Экипаж: 1-2 чел.[5]
- Пассажировместимость: до 8 чел.[5]
- Длина:
- Диаметр несущего винта: 14,50 м
- Высота:
- Максимальная взлётная масса: 3700 кг[5]
- Силовая установка: 2 ×  АИ-450[5]
- Мощность двигателей: 2 × 430 л. с.[5]

Лётные характеристики
- Максимальная скорость: 220 км/ч[5]
- Практический потолок: 5000 м[5]

## Варианты и модификации
| Название модели | Краткие характеристики, отличия. |
| --------------- | --- |
| Ми-2МСБ         | Пассажирско-транспортный вариант с двигателями АИ-450 или АИ-450М для гражданской авиации. |
| Ми-2МСБ-1       | Многоцелевой вариант Ми-2МСБ с двигателями АИ-450М-Б. |
| Ми-2МСБ-В       | Ударный вертолёт с двигателями АИ-450В, станцией оптико-электронного подавления «Адрос» и вооружением (впервые представлен 23 сентября 2015 года на выставке вооружения «Зброя та безпека-2015») |

В начале 2017 года было объявлено о возможности дооснащения вертолёта экранно-выхлопными устройствами для снижения температуры и рассеивания выхлопных газов, а также системой предупреждения экипажа о лазерном облучении. Кроме того, в соответствии с тактико-техническим заданием на создание модернизированного варианта Ми-2 для ГСЧС Украины на основе пассажирско-транспортного варианта Ми-2МСБ создана поисково-спасательная модификация вертолёта (дооснащённая поисковым прожектором и лебёдкой).

## Страны-эксплуатанты
- Россия — с весны 2019 года один ремоторизованный вертолёт Ми-2 с двигателями АИ-450М-Б (бортовой номер RA-15768) зарегистрирован в собственности частной компании АО "Борисфен"[37], 27 августа 2019 года он был представлен на авиасалоне МАКС-2019.
- Украина — 20 декабря 2017 один Ми-2МСБ передали Национальной гвардии Украины[38], до конца мая 2018 года ещё 10 вертолётов Ми-2МСБ-В передали в вооружённые силы Украины[39]. В конце января 2020 года ещё один Ми-2МСБ передали в 10-ю морскую авиационную бригаду ВМС Украины[40]. В октябре 2023 года в войска передали Ми-2МСБ-1[33].